# Полонийстронций
Полонийстронций — бинарное неорганическое соединение,
полония и стронция
с формулой SrPo,
кристаллы.

## Получение
- Сублимация смеси чистых веществ при температуре 600°С:

{\displaystyle {\mathsf {Po+Sr\ {\xrightarrow {600^{o}C}}\ SrPo}}}

## Физические свойства
Полонийстронций образует кристаллы
кубической сингонии,
пространственная группа F m3m,
параметры ячейки a = 0,6796 нм, Z = 4,
структура типа хлорида натрия NaCl
.